# 小村俊三郎
小村 俊三郎（こむら しゅんざぶろう、 明治3年9月3日（1870年9月27日） - 1933年（昭和8年）4月12日）は、日本の外交官、大正・昭和期に言論界で活躍した記者。同時代日本の中国通の第一人者といわれる。中国通の先輩として「小ム俊」の名は知られていた。

## 生涯
小村寿太郎の又従弟である。年少の時に上京し、島田重礼の家塾に学び、続いて小村寿太郎の家に下宿しながら東京高等師範学校に学んだ。学校の教育方針を横議したため退学処分をうけた。1897年（明治30年）3月に高等師範学校から中退した後、私費留学生として北京に派遣した。専ら中国語を修め、袁世凱に招聘され、訳官として勤務の傍ら中国研究に従った。北清事変の際には、日本派遣隊の嘱託となって、青木宣純中佐の下に時文を書く仕事に当たり軍政を助け活躍した。事変後は北京に移り、北京公使館に翻訳事務に従事した。また当時の内田康哉公使を助けロシア・中国の外交機密を探るに努めた。日露開戦直前北京に特別任務班の一員として秘策に参与した。満州における清国の義勇軍招聘の檄文を起草した。「現時シナにおいて、シナ人に最も有力な感化を与うる外国人は、一青年の小村俊三郎の右に出でるものはないであろう」との評価はあった。
日露戦後は小村寿太郎全権大使の随員として対清善後交渉にあたった。1906年に外務書記生に任じ、イギリスへ転任した。在英五年後、1910年公使館二等通訳官に任じ、再び北京に赴任した。伊集院彦吉駐清公使の下に勤務し、辛亥革命の外交機務にも参与した。辛亥革命のとき、義兄川島浪速の関係で、日本人では最初に宗社党援助を唱えだした。小一旦外務省の職を辞して袁世凱打倒運動に身を投じた。運動の目的は袁世凱打倒と満蒙独立といわれる。1913年、一等通訳官に昇進。1917年、一等通訳官を最後に退官し、東京日日新聞の客員として言論界に転身した。
1918年、小村が東京日日新聞の特派員としてパリ講和会議に参加し、自由主義に感化された。のちに『読売新聞』に加えた。
1923年関東大震災の直後、丸山伝太郎、河野恒吉とともに大島町に訪れ、中国人労働者の被害状況を調査し、「支那人被害ノ実状踏査記事」報告書を起草して松井慶四郎外相に提出した。また、日本の輿論を喚起したため、11月7日の『読売新聞』に「支那人惨害事件」という社説を書き、事件について「我陸軍に於て其大部分を負担すべき筈である」と、発禁の処分を受けた。
事件後『読売新聞』を去り、1924年から、外務省内の「対支文化事業」に評議員として加えた。そのかたわらに『外交時報』や『中央公論』、『改造』、『エコノミスト』などの雑誌にも積極的に中国の時事問題について執筆していた。
齊世英（中国語: 齐世英）によると、1928年6月ごろ、田中外交を反対した立場の小村は対中外交を立て直すため、床次竹二郎の新党運動の連絡人を担当して床次の意をうけ、蔣介石、張学良らの資金援助を申し入れた。
1929年10月太平洋問題調査会の京都会議を参加し、会議中に「日中不侵犯条約」と新たな太平洋協定の締結を提起した。とくに「日中不侵犯条約」は、1929年9月、幣原喜重郎外相は中国国民政府中央監察委員張継と東京で国民政府当局の意向を非公式に打診してほしいと依頼した。満州事変以前、「日中の武力衝突の悲劇を避けるために日本が示したたった一度のチャンスであった」 という評価もある。
1930年以後、呼吸器病のため、田園調布の邸に静養をつづけていた。1933年に死去。

## 栄典
- 1915年（大正4年）　勲六等単光旭日章[12]

### 外国勲章佩用允許
- 1906年（明治39年）10月30日 - 清国第三等第二品双龍宝星双龍宝星（中国語: 御赐双龙宝星）[13]